# Sancti Spiritu (localidad actual)
Sancti Spiritu (lat. Espíritu Santo recte Sancti Spiritus) es una comuna del departamento General López, en la provincia de Santa Fe, República Argentina. Se encuentra a la vera de la Ruta Nacional 33 (Argentina). Se ubica a 369 km de la ciudad capital de la provincia Santa Fe, a 220 km del tercer aglomerado más importante de Argentina, Rosario (Argentina) y a 49 km de la ciudad de Venado Tuerto (Santa Fe).

## Creación de la Comuna
- 8 de mayo de 1927

## Toponimia
El nombre de la localidad es de origen latín y significa Espíritu Santo.

## Santa Patrona
- Santa Teresita del Niño Jesús, 1 de octubre

## Escuelas de Educación Común y Adultos
- Escuela Provincial N.º 6079
- Escuela Provincial N.º 587
- E.E.S.O.P.I N.º 8075
- E.E.M.P.A. N.º 1196 (Adultos)

## Escuelas de Educación Especial
Santa Germana Cousin

## Escuelas de Educación Superior
EESOPI N.º 8075. Colegio Secundario.

## Parajes
- Campo La Constancia
- Campo Tardini
- Colonia La Langarica
- El Abolengo
- Estancia La Martineta
- La Josefina
- La Martineta
- Estancia La Nueva Aurora

## Deportivas
- Club Belgrano Foot-Ball
- Club Social Sancti Spiritu
- Club Sportivo

## Radio y Televisión
- F.M. Viviencias

F.M. 991
FM Uno www.launo.fm

## Parroquias de la Iglesia católica en Sancti Spiritu
| Diócesis  | Venado Tuerto                 |
| --------- | ----------------------------- |
| Parroquia | Santa Teresita del Niño Jesús |